# Hard Core
Hard Core é o álbum de estreia da rapper norte-americana Lil' Kim, lançado em 12 de novembro de 1996 através da Undeas Recordings, Big Beat Records e Atlantic Records. Após alcançar sucesso com o grupo de hip-hop Junior M.A.F.I.A., Kim começou a trabalhar em seu álbum solo, com The Notorious B.I.G. servindo como produtor executivo. Ela colaborou com vários produtores, dentre eles Sean "Puff Daddy" Combs, Stevie J, David "Ski" Willis e Jermaine Dupri. Outros rappers, incluindo Jay-Z, Lil' Cease e Puff Daddy participaram do álbum.
O álbum foi notável por seu tom sexual abertamente atrevido e pela entrega lírica de Kim, que foi elogiado pelos críticos musicais e é considerado um álbum clássico. Nos Estados Unidos, Hard Core estreou na 11ª posição da Billboard 200 e na terceira posição da tabela Top R&B Albums da Billboard, vendendo 78.000 cópias em sua primeira semana. O álbum recebeu o certificado de platina dupla pela Recording Industry Association of America (RIAA).

## Antecedentes
Após fazer sua estreia no grupo Junior M.A.F.I.A., Lil' Kim apareceu em álbuns de artistas como Mona Lisa, The Isley Brothers e Total. Hard Core foi gravado principalmente na The Hit Factory em Manhattan, New York City. Trabalhando com um número de produtores, incluindo Sean "Puff Daddy" Combs e Jermaine Dupri, o álbum apresentava rap hardcore e sexualidade explícita, como o título sugeria, que na época eram dois territórios que há muito tempo eram dominados por rappers masculinos. O álbum foi originalmente intitulado Queen Bee.
Artistas colaboradores incluem membros do Junior M.A.F.I.A., The Notorious B.I.G. e Jay-Z. A campanha promocional do álbum, incluindo  a arte da capa, apresentava anúncios provocativos de Kim vestida com um biquíni minúsculo e cercada por peles.
Durante as sessões de gravação, Kim e B.I.G. fizeram uma demo para a faixa "Street Dreams", nunca lançada oficialmente. "Big Momma Thang" foi originalmente planejada para ser uma diss track para Faith Evans e 2Pac, mas foi regravada depois que Biggie a desaprovou. O verso contendo alfinetadas contra Evans foi substituído por vocais de Jay-Z, quanto o terceiro verso, direcionado à 2Pac, foi regravado por Kim.

## Recepção da crítica e legado
Hard Core foi aclamado pela crítica. The Source chamou o álbum de "uma estreia sólida porque batidas e rimas são realmente tudo o que é preciso, e ambos estão presentes", enquanto a revista Rolling Stone incluiu Hard Core em sua lista de "gravações essenciais dos anos 90". [15] Em 2003, PopMatters escreveu: "Faixa por faixa, o fluxo de leilões de bandidos de Hard Core combina o híbrido perfeito de yoni power Mafioso e duquesa da Park Avenue". Rolling Stone concluiu analisando o álbum na versão de 2004 da The Rolling Stone Album Guide:
O hip-hop nunca tinha visto nada como Kimberly Jones, do Brooklyn, na época de sua estreia solo: ela, sozinha, elevou a fasquia para letras atrevidas no hip-hop, fazendo rappers masculinos tremerem de medo com seus versos. Acompanhando Ready to Die de The Notorious B.I.G. e Reasonable Doubt de Jay-Z, Hard Core de Kim ajudou a colocar o hip-hop da costa leste de volta ao topo no final dos anos 90. O excesso de confiança do álbum em antigos samples de funk dos anos 70 não diminui nem um pouco as rimas destemidas de Queen Bee: Em "Dreams", ela exige serviços de R. Kelly, Babyface e quase todo "pau do R&B" da indústria. Um marco de sujeira ousada e hilária.

O website rockthebells.com, de LL Cool J, escreveu que "o alto glamour, apelo sexual e sucesso comercial de Kim fizeram dela um novo padrão para as rappers femininas". Em julho de 2022, a Rolling Stone classificou Hard Core como o 78º melhor álbum de estreia da história.

## Desempenho comercial
Hard Core estreou na 11ª posição da Billboard 200 e na terceira posição da tabela Top R&B Albums da Billboard, vendendo 78.000 cópias em sua primeira semana. Apesar de não passar outra semana dentro do top 30, o álbum recebeu o certificado de platina dupla pela Recording Industry Association of America (RIAA) em 14 de março de 2001. No Canadá, o álbum alcançou a 62ª colocação. Em novembro de 2016, Hard Core já havia vendido mais de cinco milhões de cópias mundialmente.

## Lista de faixas
| Hard Core — Edição padrão |                                                     |                                                                       |                                |         |  |
| N.º                       | Título                                              | Compositor(es)                                                        | Produtor(es)                   | Duração |  |
| 1.                        | "Intro in A-Minor"                                  |                                                                       |                                | 2:14    |  |
| 2.                        | "Big Momma Thang" (com part. de Lil' Cease e Jay-Z) | Kimberly Jones James Lloyd Adrian Bartos Sylvester James Harvey Fuqua | Stretch Armstrong              | 4:17    |  |
| 3.                        | "No Time" (com part. de Puff Daddy)                 | Jones Sean Combs Steven Jordan                                        | Combs Stevie J                 | 5:00    |  |
| 4.                        | "Spend a Little Doe"                                | Jones David Willis                                                    | Ski                            | 5:35    |  |
| 5.                        | "Take It!"                                          |                                                                       |                                | 0:46    |  |
| 6.                        | "Crush on You" (com part. de Lil' Cease)            | Lloyd Andreao Heard Jeff Lorber                                       | Andraeo "Fanatic" Heard        | 4:35    |  |
| 7.                        | "Drugs"                                             | Jones Fabian Hamilton D. Owen Isaac Hayes                             | Hamilton                       | 4:20    |  |
| 8.                        | "Scheamin'"                                         |                                                                       |                                | 0:49    |  |
| 9.                        | "Queen Bitch"                                       | Jones Carlos Broady Nashiem Myrick                                    | Broady Myrick                  | 3:17    |  |
| 10.                       | "Dreams"                                            | Jones Daven Vanderpool Reggie Andrews                                 | Prestige                       | 4:39    |  |
| 11.                       | "M.A.F.I.A. Land"                                   | Jones Brent Toussaint Bert Kaempfert Herbert Rehbein Richard Ahlert   | Brent "Faraoh" Toussaint       | 4:37    |  |
| 12.                       | "We Don't Need It" (featuring Lil' Cease)           | Lloyd Jones Rayshaun Spain Mark Richardson                            | Minnesota                      | 4:10    |  |
| 13.                       | "Not Tonight" (com part. de Jermaine Dupri)         | Jones Dupri                                                           | Dupri                          | 4:31    |  |
| 14.                       | "Player Haters"                                     |                                                                       |                                | 0:43    |  |
| 15.                       | "Fuck You"                                          | Jones R. Spain Antoine Spain Chris Cresco Christopher Wallace         | The Notorious B.I.G. Cornbread | 2:53    |  |
| Duração total:            | Duração total:                                      | Duração total:                                                        | Duração total:                 | 52:43   |  |

| Hard Core — Relançamento de 1997 (faixa bônus) | | |                            |         |  |
| N.º                                            | Título                                                                                              | Compositor(es) | Produtor(es)               | Duração |  |
| 16.                                            | "Not Tonight" (Ladies Night Remix) (com part. de Da Brat, Left Eye, Missy Elliott e Angie Martinez) | Jones Elliott Lisa Lopes Shawntae Harris Martinez Robert Bell Ronald Bell George Brown Meekaaeel Muhammad Claydes Smith]] James Taylor Dennis Thomas Earl Toon | Rashad Smith Armando Colon | 4:24    |  |
| Duração total:                                 | Duração total:                                                                                      | Duração total: | Duração total:             | 56:59   |  |

Notas
- "No Time", "Take It!", "Crush on You", "Drugs," "Queen Bitch," e "Fuck You" contém vocais adicionais de The Notorious B.I.G.
- A introdução de "Spend a Little Doe" é interpretada por Big Troy e Lil' Kim, e o refrão é interpretado por Fela.
- O interlude de "Take It!" é interpretado por Lil' Cease e Trife.
- "Dreams" contém vocais adicionais de Adilah, que também canta o refrão.
- O refrão de "We Don't Need It" é interpretado por Junior M.A.F.I.A.

Créditos de samples
- "Big Momma Thang" contém um sample de "Was It Something I Said" de Sylvester.
- "No Time" contém um sample de "Take Me Just as I Am" de Lyn Collins.
- "Spend a Little Doe" contém um sample de "50 Ways to Leave Your Lover" de Frank Chacksfield and His Orchestra.
- "Crush on You" contém um sample de "Rain Dance" de Jeff Lorber.
- "Drugs" contém um sample de "Bumpy's Lament" de Soul Mann & The Brothers.
- "Dreams" contém um sample de "Think (About It)" de Lyn Collins.
- "We Don't Need It" contém um sample de "The One I Need" de Shirley Murdock.
- "Not Tonight" contém um sample de "Turn Your Love Around" de George Benson.
- "Not Tonight (Ladies Night Remix)" contém um sample de "Ladies' Night" de Kool & The Gang.

## Tabelas musicais

### Tabelas semanais
| Tabela musical (1996-1997)                          | Melhor posição |
| --------------------------------------------------- | -------------- |
| Canadá - Top Albums/CDs (RPM)                       | 62             |
| Estados Unidos (Billboard 200)                      | 11             |
| Estados Unidos - Top R&B/Hip-Hop Albums (Billboard) | 3              |
| Reino Unido - R&B Albums (OCC)                      | 15             |
| Reino Unido (OCC)                                   | 116            |

### Tabelas de fim de ano
| Tabela musical (1997)                               | Melhor posição |
| --------------------------------------------------- | -------------- |
| Estados Unidos (Billboard 200)                      | 66             |
| Estados Unidos - Top R&B/Hip-Hop Albums (Billboard) | 11             |

## Certificações
| Região                | Certificado | Unidades certificadas/vendas |
| --------------------- | ----------- | ---------------------------- |
| Estados Unidos (RIAA) | 2× Platina  | 2.000.000                    |